# Nzela
Nzela est un groupe de musique reggae franco-congolais fondé en 1990 par Aimé Onouka originaire de Brazzaville, en République du Congo. Depuis ses débuts, le groupe s'est démarqué par un mélange de reggae roots, dub, jazz et musiques africaines, chantant en lingala, français et anglais. Nzela s'est imposé sur la scène reggae internationale grâce à son style éclectique et à ses performances scéniques.

## Historique

### Formation et débuts (1990)
Nzela a été créé à Courbevoie en 1990 sous l'impulsion d'Aimé Onouka, un chanteur, auteur-compositeur, et disquaire congolais, ayant immigré en France dans les années 1980. Le groupe trouve ses racines dans la musique traditionnelle africaine et la rumba, mais l'attrait d'Onouka pour le reggae prend rapidement le dessus, tout en maintenant une forte connexion avec ses origines culturelles.
Avec une musique à la fois raffinée et engagée, Nzela aborde des thèmes tels que l'unité africaine, la résistance aux oppressions politiques et sociales, et la spiritualité. Le groupe allie des sonorités reggae racines et dub à des éléments de rock, jazz et musique africaine, créant une esthétique sonore reconnaissable.

« J'avais donné au groupe ce nom pour annoncer clairement aux gens que notre source d'inspiration était africaine. Nzela est non seulement le lieu de croisement de nos différentes origines, mais surtout le symbole d'une progression vers notre réalisation. »

— Aimé Onouka, fondateur du groupe Nzela .

### Sambela (1998)
Le premier album du groupe, remarqué pour son succès commercial, notamment à la Fnac où il est classé deuxième meilleure vente nationale des disques autoproduits.

### Toyé (2005)
Toyé, le second opus propose un univers musical métissé, mêlant reggae, rythmes africains et sonorités funky, agrémentés de cuivres, cordes et percussions. Le disque est porté par les voix d'Aimé Onouka et de Winston McAnuff, ainsi que par des contributions d'artistes comme Ali Wagué et des chœurs. Cet album se distingue par des textes engagés en anglais, français et lingala, célébrant la liberté d'expression et de vivre, notamment en Afrique. L'atmosphère de Toyé oscille entre l'évocation des violences du continent et une joie de vivre communicative, reflétant un travail minutieux et abouti, que Nzela considère comme une étape de maturité artistique.

### Dub Oyé (2010)
Dub Oyé est le troisième album du groupe Nzela, réalisé par Aimé Onouka. Cet opus marque un retour à la scène musicale pour le chanteur, après une période de doute et de désillusion quant à l'impact de sa musique engagée. Enregistré sous l'impulsion d'un jeune producteur, Dub Oyé se veut un album libéré de toute pression, mêlant reggae, blues et dub, avec des arrangements accompagnés par un violon.
Le projet bénéficie de la participation des musiciens du groupe Kana et de la chanteuse cap-verdienne Mo Kalamity, qui prête sa voix sur Songs of  Rebels , une composition imaginée par Aimé depuis plusieurs années. Fidèle à son processus créatif singulier, Aimé Onouka puise l'inspiration de ses chansons dans des rêves nocturnes, une méthode qui a marqué l'ensemble de ses albums depuis Sambela en 2000.

### Kongo Rêvlution (2020)
Kongo Rêvlution est le quatrième album du groupe Nzela, sorti après une longue période d’inactivité depuis leur précédent opus, Dub Oyé (2010). Cet album est marqué par un reggae aux sonorités roots, tout en intégrant des influences rock et blues, témoignant de l’ouverture musicale du groupe. Les compositions, signées par le chanteur Aimé Onouka, reflètent une inspiration mêlant cultures d’Afrique centrale et d’Europe. Kongo Rêvlution  illustre l’évolution artistique du groupe et s’adresse autant aux amateurs de reggae qu’aux auditeurs intéressés par les croisements entre genres musicaux.
On retrouve notamment des titres de l'album dans le documentaire Révolutionnaire(s) d'Hassim Tall Boukambou.

## Concerts
Le groupe Nzela est reconnu notamment pour ses performances scéniques. Il s'est produit dans des festivals majeurs et des salles telles que l'Élysée Montmartre et le Divan du Monde. Il a également partagé la scène avec des artistes renommés, notamment les Twinkle Brothers. Sur scène, l’originalité rythmique du groupe est basée sur l’accentuation des temps pairs, et des tempos moyens très dansants. D’où le recours aux racines du reggae, porteur des valeurs afro-caribéennes.

## Membres

### Membres actuels
- Aimé Onouka : Lead chant et guitare rythmique
- Maxime Molinari : Piano
- Brice Ahodan : Basse
- Yandi Morales Lopez : Saxophone ténor

### Anciens membres
- Éric Pellois alias Elijah : Guitare
- Rawle Vickery : Batterie

## Discographie

### Albums studio
- 1998 :Sambela
- 2005 :Toyé
- 2010 :Dub Oyé
- 2020 :Kongo Rêvlution

### Compilations
- 1992 :120 RIM

## Filmographie

### Documentaires
- 2015 : Révolutionnaire(s) musique réalisée par Aimé Onouka